# Giovanni Zavattari
Pour les autres membres de la famille, voir Zavattari.
Giovanni Zavattari  (actif v. 1441- v. 1481) est un peintre italien né en Lombardie, qui fut actif au XVe siècle. 

## Biographie
Giovanni Zavattari est le membre d'une famille d'artistes italiens, des peintres lombards du gothique international actifs au XVe  et début du  XVIe siècle. 
Giovanni, documenté à Milan et à  Monza de  v.1450 à 1481 est le fils de Franceschino Zavattari et le frère de  Ambrogio (documenté à Milan et à Pavie de 1450 à 1481) ,  et Gregorio (documenté à Milan et à Pavie de 1453 à 1481) avec lesquels il travailla à leur chef-d'œuvre, les fresques de la Cappella della Regina Teodolinda du Dôme de Monza (1441-1446), le plus important exemple de cycle pictural de l'époque gothique international tardive lombarde.

## Œuvres
- Histoire de la reine Théodelinde  (1444), Fresques (en collaboration avec ses frères et son père), Chapelle du Dôme de Monza.
- Assomption de la Vierge, Pinacothèque de Brera, Milan.